# Твердохлеб, Нестер Максимович
Нестер Максимович Твердохлеб (23 февраля 1911 Успеновка Кустанайский уезд, Тургайская область, Российская империя — 29 сентября 1981 Ташкентская область, Узбекская ССР) — младший сержант Красной армии; участник Великой Отечественной войны, кавалер ордена Отечественной войны 2-й степени, ордена Красной Звезды и полный кавалер ордена Славы. До и после войны работал трактористом.

## Биография
Родился 23 февраля 1911 года в селе Успеновка (ныне Фёдоровский район, Костанайская область, Казахстан) в крестьянской семье. По национальности был украинцем. После окончания четырёх классов работал трактористом.
В Красной армии с февраля 1942 года. На передовую попал в мае того же года.  По состоянию на начало 1944 года Нестер Максимович служил сапёром в 463-м отдельном сапёрном батальоне (110-я стрелковая дивизия).
Ночью с 21 на 22 февраля 1944 года рядовой Твердохлеб наводил переправу через Днепр близ деревни Селец (Быховский район, Могилёвская область, Белоруссия). 28 февраля того же года близ того же района он обезвредил 37 вражеских мин. 10 марта 1944 года был награждён орденом Славы 3-й степени.
28 июня 1944 года близ деревни Затишье (ныне Могилёвская область, Белоруссия) Нестер Максимович принимал участие в наведении переправы через Днепр, способствовал продвижению 1289-го стрелкового полка. В период с 26 июня по 20 июля Нестером Твердохлебом было снято и обезврежено 275 установленных врагом мин. Во время боя близ посёлка Красный Богатырь (ныне Гомельская область, Белоруссия) Твердохлебом было уничтожено 17 немецких солдат и четверо солдат было взято в плен. За это 25 августа 1944 года он был награждён орденом Красной Звезды.
В период с 19 августа по 7 сентября 1944 года во время боев в Польше, Нестер Твердохлеб обезвредил свыше 200 мин и взорвал 4 проволочных заграждения противника. 8 сентября разминировал берег реки Рузь, для того чтобы построить там мост. Во время разминирования вступил в бой с десятком немецких солдат и смог продержаться до прихода подкрепления. 23 октября 1944 года Нестор Максимович был награждён орденом Отечественной войны 2-й степени.
10 мая 1944 года близ деревни Усушек (Чаусский район, Могилёвская область) рядовой Твердохлеб вместе с солдатами проделали пятнадцатиметровый проход во вражеских заграждениях, при этом они обезвредили 25 вражеских мин. 4 июня 1944 года Нестер Максимович был награждён орденом Славы 2-й степени.
В период с 5 по 9 мая 1945 года близ города  Кёнигсберг командиром отделения младшим сержантом Нестером Твердохлебом было проделано шесть проходав в минных полях и проволочных заграждениях, при этом было обезврежено свыше 200 мин и 40 фугасов. Сопровождая пехоту, первым ворвался в траншею противника, уничтожил 7 немецких солдат и 6 солдат взял в плен. 29 июня 1945 года был награждён орденом Славы 1-й степени, став полным кавалером ордена Славы.
Демобилизовался в ноябре 1945 года. После демобилизации жил в посёлке городского типа Солдатский (ныне Куйичирчикский район, Ташкентская область, Узбекистан), работал трактористом. Нестер Твердохлеб скончался 25 сентября 1981 года.

## Память
Одна из улиц посёлка, в котором жил Нестер Твердохлеб, была названа в его честь.

## Награды
Нестор Максимович имел следующие награды:
- Орден Отечественной войны 2-й степени (23 октября 1944);
- Орден Красной Звезды (25 августа 1944)[3];
- Полный кавалер ордена Славы:Нестер Максимович|accessdate  = 2017-06-13

- Орден Славы 1-й степени (29 июня 1945);
- Орден Славы 2-й степени (4 июня 1944);
- Орден Славы 3-й степени (10 марта 1944);

- ряд медалей.